# Isidre Bonshoms Carbonell
Isidre Bonshoms Carbonell va néixer a Ribes de Freser el 5 d'abril de 1950 i morí a Girona el 1988. Va estudiar a la Facultat d'Econòmiques de la Universitat de Barcelona. Fou economista, cap del servei d'estudis de Caixa Girona i professor d'Estructura Econòmica, primer al Col·legi Universitari de Girona i a la Universitat de Girona, posteriorment.
Durant el Congrés de Cultura Catalana que va tenir lloc entre 1975 i 1977, Isidre Bonshoms realitzà una primera aproximació a l'economia de la comarca del Ripollès que amplià a l'article "El procés de la crisi a la comarca del Ripollès (1970-1977)" que va suposar una aportació a l'anàlisi econòmica de la comarca i va esdevenir un punt de referència per als estudis econòmics posteriors. Aquest article que s'havia de cosultar fotocopiat va ser publicat al cap d'uns anys als Annals del Centre D'Estudis Comarcals del Ripollès (1994-1995), presentat per Antoni Llagostera i Fernández al seu treball "Remembrança d'Isidre Bonshoms i d'un article econòmic i històric".
El 2003 la Fundació Caixa de Girona va convocar la beca Isidre Bonshoms que tenia com a objectiu col·laborar a difondre la investigació a les comarques gironines i honorar la memòria d'aquest economista. A la xarxa s'hi pot trobar el treball "L'impacte econòmic de la inversió pública a Catalunya: una aproximació desagregada" de Xavier Raurich i Hèctor Sala que va ser el primer treball que obtingué aquesta beca.